# 鼻海龍
鼻海龍（学名：Syngnathus rostellatus），為輻鰭魚綱棘背魚目海龍魚科的其中一種，分布於東北大西洋區，從挪威卑爾根至英國海域，棲息深度可達15公尺，體長可達17公分，棲息在海草床或沙底質海域，可作為觀賞魚。